# Tàu lượn quân sự

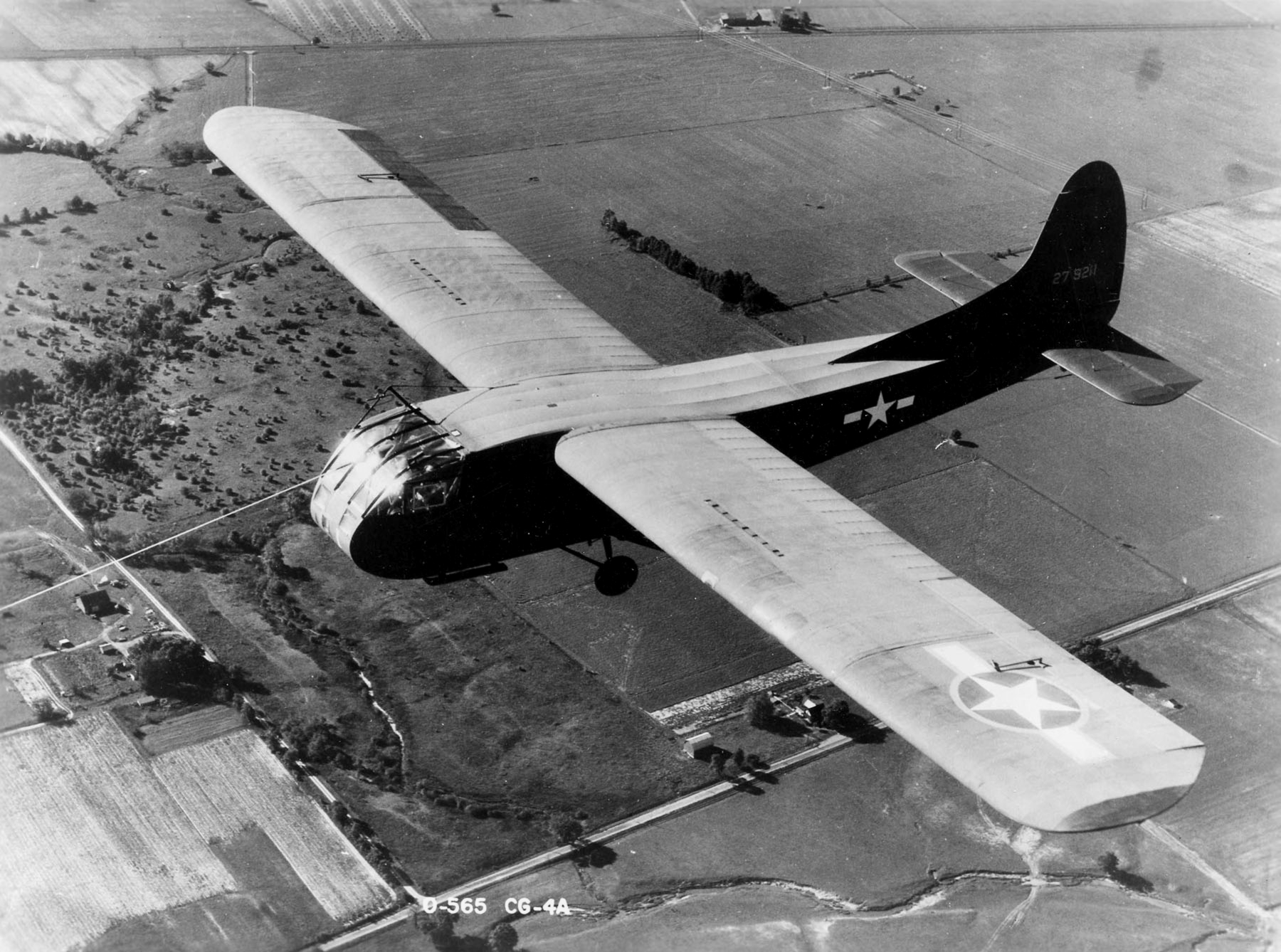
Tàu lượn Waco CG-4 của Hoa Kỳ

Tàu lượn quân sự là một thiết bị được quân đội các quốc gia sử dụng để vận chuyển binh lính và hàng hóa quá nặng (heavy equipment) qua đường hàng không. Nó được phát triển từ khá sớm, nhưng được dùng chủ yếu trong Chiến tranh thế giới 2.
Quân đội các nước phát triển tàu lượn chủ yếu để mang các xe thiết giáp hoặc pháo lớn cho lực lượng đổ bộ đường không (lính dù). Chẳng hạn Waco CG-4 của Hoa Kỳ có thể mang theo 1 xe jeep hoặc 1 pháo chống tăng. Thậm chí người Liên Xô còn gắn cánh vào xe tăng T-60, tạo thành tàu lượn Antonov A-40 (khi đáp xuống xong thì tháo cánh là lại thành tăng chiến đấu bình thường).

## Thiết kế
Các tàu lượn quân sự có cấu tạo giống với một chiếc máy bay, chỉ là không có động cơ. Chiếc tàu lượn Messerschmitt Me 321 khi được gắn 6 động cơ vào, nó liền trở thành máy bay vận tải siêu lớn Messerschmitt Me 323 Gigant (là máy bay vận tải lớn nhất thế chiến 2).
Là các thiết bị hầu như chỉ dùng một lần rồi vứt, các tàu lượn quân sự thường được làm từ các vật liệu rẻ và không phải là vật liệu chiến lược, thường thấy nhất là gỗ và vải. Chỉ có một số ít các phần chịu lực quan trọng của khung thì mới được làm bằng các ống kim loại.
Tàu lượn quân sự không có động cơ, nên nó được kéo bởi một máy bay khác, thường là các máy bay vận tải hạng nặng như C-47 Skytrain (Dakota), hay máy bay ném bom hạng nặng như Short Stirling. Khi tới cách nơi hạ cánh (nơi đổ quân) chừng 100 km (tùy loại tàu lượn, có thể gần hơn, có thể xa hơn), các máy bay kéo sẽ thả dây kéo, để tàu lượn tự bay (lượn) tới nơi đáp. Tàu lượn không có động cơ, không gây tiếng ồn đánh động đối phương, nên nó có thể tiến vào khu vực nguy hiểm mà khó bị phát hiện hơn (trong điều kiện khoa học kỹ thuật quân sự đương thời), nhất là ban đêm. Vì thế nó có thể đảm bảo tốt hơn tính an toàn của hàng hóa và binh lính.

## Ngày nay
Từ chiến tranh Triều Tiên tới sau này, máy bay trực thăng đã phát triển mạnh, giúp đổ quân tốt hơn. Các máy bay vận tải cũng mạnh mẽ hơn, và kỹ thuật thả dù xe tăng cũng được hoàn thiện hơn. Cho nên, tàu lượn quân sự trở nên lỗi thời, và hầu như không còn được dùng nữa. Hiện này, chỉ một số rất ít các tàu lượn được dùng trong các lực lượng đặc nhiệm.

## Một số mẫu tàu lượn của các nước
Đức: DFS 230, Gotha Go 242, Messerschmitt Me 321, Junkers Ju 322,...
Liên Xô: Antonov A-7, Gribovski G-11, Kolesnikov-Tsibin KC-20, Yakovlev Yak-14, Ilyushin Il-32,...
Anh quốc: General Aircraft GAL.48 Hotspur, General Aircraft Limited GAL. 49 Hamilcar, Airspeed AS.51 Horsa, Slingsby Hengist,...
Hoa Kỳ: Waco CG-3, Waco CG-4 Hadrian, Waco CG-13, Waco CG-15,...
Nhật Bản: Maeda Ku-1, Kokusai Ku-7, Kokusai Ku-8,...